# Wield
Wield – wieś w Anglii, w hrabstwie Hampshire. Leży 22 km na wschód od miasta Winchester i 80 km na południowy zachód od Londynu.